# Easy-Glider
 (juillet 2021).
Si vous disposez d'ouvrages ou d'articles de référence ou si vous connaissez des sites web de qualité traitant du thème abordé ici, merci de compléter l'article en donnant les références utiles à sa vérifiabilité et en les liant à la section « Notes et références ».
L'Easy-glider est un véhicule de transport individuel à propulsion électrique. Il est composé d'un module à une roue comportant le moteur et d'une plate-forme à deux roues reliée au module moteur. Le conducteur se tient sur la plate-forme et dirige la roue motrice à l'aide d'une barre. Le système fonctionne aussi sans plate-forme si le conducteur chausse des patins à roulettes.

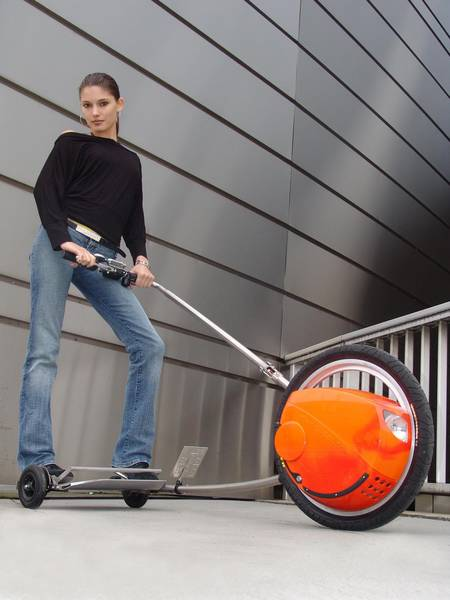
Easy-glider avec plate-forme
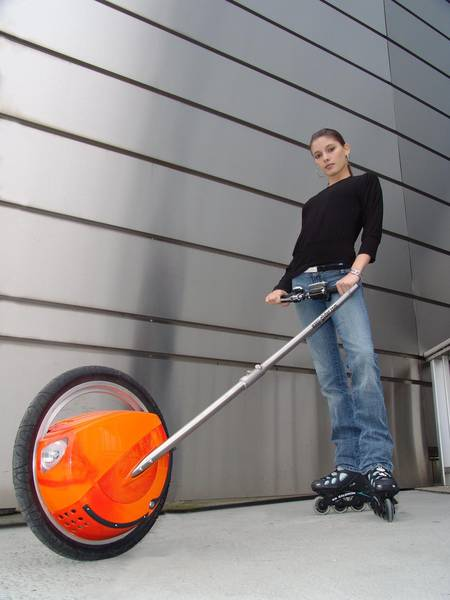
Easy-glider avec patins à roulettes
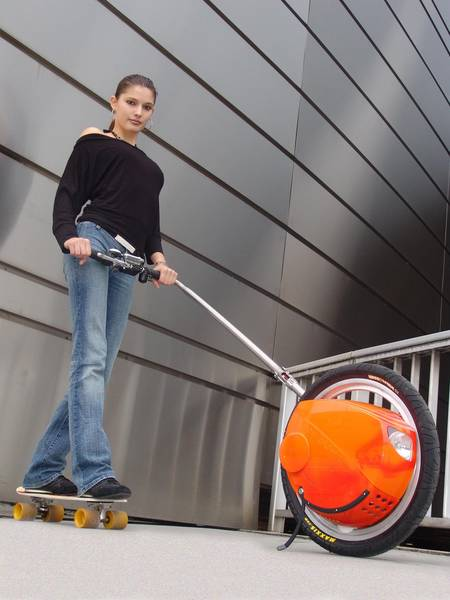
Easy-glider avec planche à roulettes

## Caractéristiques
- Poids : 25 kg
- Roue tractrice : 20"
- Dimension : diamètre 50 cm, largeur 30 cm
- Moteur électrique : 24 V, 360 watts (maximum)
- Accélération : 1,5 m/s²
- Frein : Mécanique et électrique avec récupération d'énergie

## Histoire
- 2001, idée de Stéphane Soder, un passionné de patins à roulettes, qui utilisa la partie avant d'un Vélosolex pour se faire tracter
- L'idée plut à Peter Fehervari qui investit de l'argent dans le projet et dirige l'entreprise.
- Georg Waizimann se joint à l'équipe
- 2003, fondation de Easy-Glider AG avec siège à Oberglatt
- Ils ont besoin de plus de capitaux. Après le refus des banques, ils inventent un mode de financement original, la participation publique de mini-investisseurs par tranche de 1000 frs:
  - rendement garanti de 2 centimes par véhicule vendu (jusqu'à 200 000 unités)
  - bonus, un exemplaire Easy-Glider (env 1390 F suisses)
- Ils obtiennent 1,5 million de Francs Suisses (CHF).
- Fabrication de 1500 pièces du modèle X6 dont 1000 vendues à St. Margrethen
- Août 2006, la production se fera en Chine, avec de nouveaux modèles.